# Benjamín Urdapilleta
Benjamín Urdapilleta (n. el 11 de marzo de 1986 en Buenos Aires, Argentina) es un jugador de rugby profesional.
En Francia hizo un gran paso por el modesto Oyonnax. Donde lograría alcanzar los playoffs del Top 14 y lograría entrar en el equipo ideal de la competencia. 
Luego, fue traspasado al Castres Olympique donde en la temporada 2017-2018 fue campeón del Top 14. Siendo elegido el "man of the match" de la semifinal y final. También posee el récord de más puntos convertidos en la historia de una final del Top 14 francés con 19 puntos, que ayudarían a su equipo a vencer al Montpellier por 32-17. Además, lograría entrar en el equipo de la competencia por segunda vez en su carrera. Fue traspasado al ASM Clermont Auvergne en 2023, donde estuvo dos temporadas.
También, fue campeón jugando para Harlequins FC del Aviva Premiership con escasa participación. 
Debutó en la Selección de rugby de Argentina en el año 2008, en un test match contra Sudáfrica. 
Benjamín debutó en  Club Universitario de Buenos Aires (CUBA) desde temprana edad, mostrando un gran nivel que luego lo llevaría a jugar al Harlequins FC de Inglaterra y luego al Oyonnax, donde fue elegido como el apertura de la temporada del PROD2.